# 浮嶋敏
浮嶋 敏（うきしま びん、1967年9月4日 - ）は、東京都出身の元サッカー選手、サッカー指導者。ポジションはDF（主にサイドバック）、MF。

## 来歴
日産自動車サッカー部（現：横浜F・マリノス）の下部組織の日産ファームで初期のキャリアを積む。1991年から富士通サッカー部（現：川崎フロンターレ）に所属して、1995年をもって現役を引退。引退後は富士通株式会社の国内外の医療分野の営業として従事する一方で日本サッカー協会指導者ライセンス（A級）やフットボール・アソシエーション（FA)公認インターナショナルコーチングライセンスを取得した。
2002年に神奈川県立新城高等学校サッカー部の監督に就任。2006年に横浜FCのアカデミーダイレクターに就任、兼任でジュニアユース監督、2009年から横浜FCユース監督を歴任。横浜FCアカデミーを国内屈指の育成クラブへ牽引し、小野瀬康介（現湘南ベルマーレ）木下康介（現京都サンガ）、大崎玲央（現ヴィッセル神戸）を始め多くの年代日本代表・Jリーガーを輩出した。2011年に湘南ベルマーレへ転じて、トップチームコーチに就任、2012年にはJ1昇格を経験。2013年からは湘南のアカデミーダイレクターに就任し、U-15・U-18の監督も兼任、齊藤未月（(現ヴィッセル神戸）、田中聡（現湘南ベルマーレ／U-22日本代表）を始め、多くの年代日本代表・Jリーガーを輩出し、クラブ初のJリーグ最優秀育成クラブ賞へ導いた。2013年にJFA 公認S級コーチのライセンスを取得。2014年-2015年は日本サッカー協会技術員（育成部会）も務めた。
2019年8月に湘南ベルマーレ曺貴裁監督のパワーハラスメント問題が明るみとなり、チームは混乱した状況に陥り、６試合勝てずに９月には0-5(vs清水エスパルス）、0-6（vs川崎フロンターレ）と大敗が続いた。その中で火中の栗を拾うかたちで10月に湘南ベルマーレの監督に就任した。さらに10月の就任直後には台風の接近で練習場が冠水。毎日のように近隣のグラウンドを転々としなければならないなど、外的要因に大きく負担がかかる中、首位FC東京と引き分け、その後も上位のサンフレッチェ広島に勝利し、徳島ヴォルティスとのJ1参入プレーオフ決定戦を粘り強い戦いを見せて1－1とその座を譲らずJ1残留を果たした。
湘南はこれまで一つのシーズンが終われば、さまざまな理由で選手が10人出ては、翌年新しい選手が10人入るという状況で継続したチームづくりはできなかった。せっかく1年かけて構築したスタイルは、翌年またイチからやり直しとなっていた。
浮嶋監督のJ12020シーズンも例外ではなく、前年のパワハラ騒動の影響を受け16名が移籍、20名の新加入でのスタートとなった。この年、序盤はスタイルを構築するのに時間がかかり苦戦し下位に沈むが、シーズン後半は2019年のJ1王者であるポステコグルー監督（現トットナムホットスパーズ）率いる横浜Fマリノスに26年振りの勝利を含む3連勝するなど、着実なチームづくりを行なうも前半戦の戦績が響き下位争いから抜けれなかった。
2021シーズンは、クラブ最高勝ち点50、1桁順位を掲げてスタートした。シーズン序盤ではJ1でのクラブ連続無敗記録（８試合）を達成するも、勝ちきれず引き分けの試合も多く、2021年9月1日、8月31日付で湘南ベルマーレの監督を退任したことが発表された（５勝11分11敗、勝ち点26、得失点-3、15位／20チームの成績）
後任としてコーチを務めていた山口智が9月1日付で就任。
2022年2月、日本サッカー協会 Sライセンス（AFC Pro）マスターインストラクターに就任。また湘南のアカデミーアドバイザーにも就任した。

## 所属クラブ
- 1986年 - 1991年 日産FC（ユース・ファーム）
- 1991年 - 1995年 富士通

## 個人成績
| 国内大会個人成績 | 国内大会個人成績 | 国内大会個人成績 | 国内大会個人成績 | 国内大会個人成績 | 国内大会個人成績 | 国内大会個人成績 | 国内大会個人成績 | 国内大会個人成績 | 国内大会個人成績 | 国内大会個人成績 | 国内大会個人成績 |
| 年度             | クラブ           | 背番号           | リーグ           | リーグ戦         | リーグ戦         | リーグ杯         | リーグ杯         | オープン杯       | オープン杯       | 期間通算         | 期間通算         |
| 年度             | クラブ           | 背番号           | リーグ           | 出場             | 得点             | 出場             | 得点             | 出場             | 得点             | 出場             | 得点             |
| 日本             | 日本             | 日本             | 日本             | リーグ戦         | リーグ戦         | JSL杯/ナビスコ杯 | JSL杯/ナビスコ杯 | 天皇杯           | 天皇杯           | 期間通算         | 期間通算         |
| ---------------- | ---------------- | ---------------- | ---------------- | ---------------- | ---------------- | ---------------- | ---------------- | ---------------- | ---------------- | ---------------- | ---------------- |
| 1991-92          | 富士通           | 19               | JSL2部           |                  |                  |                  |                  |                  |                  |                  |                  |
| 1992             | 富士通           | 19               | 旧JFL1部         | 16               | 0                | -                | -                | 2                | 0                | 18               | 0                |
| 1993             | 富士通           | 19               | 旧JFL1部         | 0                | 0                | -                | -                |                  |                  |                  |                  |
| 1994             | 富士通           | 3                | 旧JFL            | 4                | 0                | -                | -                |                  |                  |                  |                  |
| 1995             | 富士通           | 3                | 旧JFL            | 1                | 0                | -                | -                |                  |                  |                  |                  |
| 通算             | 日本             | 日本             | JSL2部           |                  |                  |                  |                  |                  |                  |                  |                  |
| 通算             | 日本             | 日本             | 旧JFL            | 21               | 0                |                  |                  |                  |                  |                  |                  |
| 総通算           |                  |                  |                  |                  |                  |                  |                  |                  |                  |                  |                  |

## 指導歴
- 2002年 - 2005年  神奈川県立新城高等学校サッカー部 監督[2]
- 2006年 - 2010年  横浜FC
  - 2006年 - 2008年 ジュニアユース 監督兼育成統括[2]
  - 2009年 - 2010年 ユース監督兼アカデミーダイレクター[2]
- 2011年 -   湘南ベルマーレ
  - 2011年 - 2013年 トップチーム コーチ[3]
  - 2013年 - 2018年 U-15平塚 監督
  - 2013年 - 2019年10月 アカデミーダイレクター
  - 2019年 - 2019年10月 U-18 監督
  - 2019年10月 - 2021年8月 トップチーム 監督
  - 2022年2月 - アカデミーアドバイザー
- 2022年 -  JFA S級マスターインストラクター